# Epicypta auranticeps
Epicypta auranticeps är en tvåvingeart som först beskrevs av Edwards 1914.  Epicypta auranticeps ingår i släktet Epicypta och familjen svampmyggor.
Artens utbredningsområde är Kenya. Inga underarter finns listade i Catalogue of Life.